# Gaetano Perusini
Gaetano Perusini (Udine, 24 febbraio 1879 – Cormons, 8 dicembre 1915) è stato un medico italiano, ebbe un ruolo di grande rilievo nella definizione della malattia di Alzheimer.

## Biografia

### I primi anni
Gaetano Perusini nasce a Udine il 24 febbraio 1879 da genitori di nobili origini e patriottici principi. Il padre Andrea è Primario Medico dell'Ospedale Civile di Udine e la madre, Paolina Cumano, figlia di un eminente chirurgo di Trieste. 
Gaetano rimane orfano di padre all'età di soli sei anni e la sua crescita viene influenzata dalla forte personalità materna che guida i suoi studi (si diploma giovanissimo a soli 16 anni) e ne incoraggia l'interesse per la Medicina: frequenta per i primi quattro anni l'Università di Pisa e completa la sua formazione a Roma, dove si dedica alla psichiatria, frequentando il Manicomio della Lungara (demolito in occasione della realizzazione del Lungotevere) e la Clinica Psichiatrica del prof. Augusto Giannelli.
Insieme alla passione per le malattie mentali cresce l'interesse per l'anatomia patologica, grazie alla frequenza assidua del prestigioso laboratorio del prof. Giovanni Mingazzini, venendo così a porsi le basi che lo faranno aderire alla concezione “organicistica” delle malattie mentali, di cui fautore a livello europeo è il neuropatologo tedesco Emil Kraepelin. 
Perusini si laurea in Medicina a soli 22 anni, discutendo una tesi di Antropologia criminale scritta sotto la guida del prof. Giannelli.

### Le prime esperienze: la clinica psichiatrica di Monaco

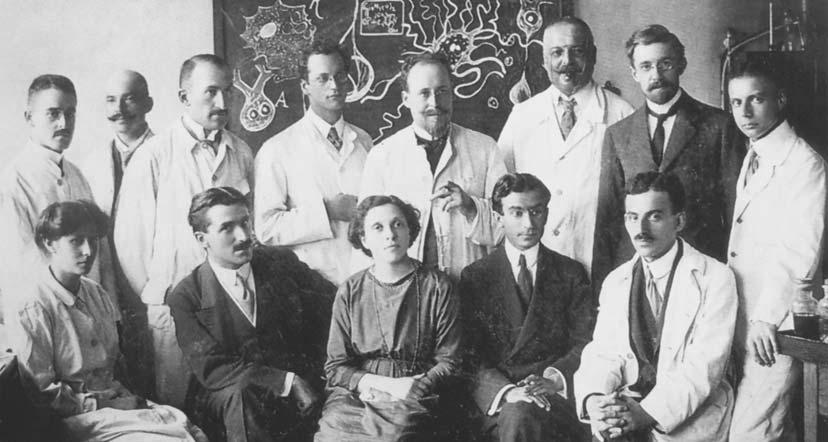
Prima fila da sinistra: la signora Adele Grombach, Ugo Cerletti, sconosciuto, Francesco Bonfiglio, Gaetano Perusini. Seconda fila da sinistra: Fritz Lotmar, sconosciuto, Stefan Rosental, Allers, sconosciuto, Alois Alzheimer, Nicolás Achucarro, Friedrich Heinrich Lewy.

Presso la clinica psichiatrica del Giannelli diviene amico di Ugo Cerletti, figura prestigiosa della medicina e della psichiatria (al quale si deve l'introduzione della terapia elettroconvulsivante nelle più severe forme di psicosi) e di Francesco Bonfiglio, con i quali frequenterà in seguito i più rinomati istituti europei, tra cui il laboratorio neuro-patologico di Monaco, nella clinica psichiatrica diretta dal celebre clinico Emil Kraepelin.
In quegli ambienti conosce i famosi psichiatri Carl Gustav Jung ed Eugen Bleuler, affiliati alla concezione psicoanalitica freudiana (secondo la quale le malattie psichiatriche possono essere interpretate e spiegate dalla psicoanalisi), mentre Perusini concorda con la scuola di pensiero organicista, secondo la quale alterazioni biochimiche strutturali del cervello sono la causa delle psicosi.
Fautore della linea organicistica è Emil Kraepelin, neuropatologo tedesco fondatore della prestigiosa clinica delle malattie mentali di Monaco, che dispone di moderni laboratori di neurofisiopatologia dotati delle tecniche istologiche più avanzate, in grado di evidenziare la microstruttura neuronale: tra queste la tecnica di impregnazione cromoargentica, inizialmente ideata dallo scienziato italiano Camillo Golgi nel 1873, utilizzata e perfezionata sia dall'anatomopatologo spagnolo Santiago Ramón y Cajal, grande ammiratore di Golgi e collaboratore della clinica di Kraepelin a Monaco, sia da Max Bielschowsky, dell'università di Berlino.
Kraepelin affida la responsabilità del laboratorio di neuropatologia ad Alois Alzheimer che accoglie come assistenti lo stesso Perusini insieme a Cerletti e Bonfiglio.

### Il caso Augusta D. viene affidato a Perusini
Nel novembre del 1906 Alzheimer presenta in un convegno della società di psichiatria a Tubinga un caso di demenza precoce che ha colpito Augusta D. all'età di 51 anni e l'ha condotta a morte dopo soli quattro anni di malattia: i reperti anatomici evidenziano atrofia corticale, e la colorazione argentica rivela accumuli di neurofibrille all'interno dei neuroni e "foci miliari" (focolai rotondeggianti) di deposito di "una sostanza anormale “ al di fuori di essi.
La presentazione del caso fu accolta freddamente e nessuna domanda di chiarimenti fu rivolta al relatore, tanto meno dal moderatore del dibattito, lo psichiatra Alfred Hoche, di provenienza freudiana e pertanto avversario di Kraepelin, che fece scivolare la relazione di Alzheimer nella totale irrilevanza clinica e scientifica.
Negli atti del congresso verrà riportato il titolo della presentazione senza testo, e solo l'anno successivo Alzheimer riuscirà a pubblicarla in una succinta relazione, priva di materiale iconografico, dopo averne modificato il titolo.
Alzheimer è convinto di essere di fronte a una patologia cerebrale rara e decide quindi di affidare il caso a Perusini per una valutazione più approfondita e dettagliata sia degli aspetti clinici sia dei reperti istopatologici: Perusini non delude il suo mentore e, oltre a riesaminare tutti gli aspetti del caso di Augusta D., raccoglie altri tre casi di severa e rapida demenza, dei quali uno di 47 anni e altri due di 63 e 67, di cui descrive e accuratamente correla i reperti clinici/neuro-patologici.
La trattazione è estensiva, scorre in 59 pagine corredata da 79 disegni raccolti in quattro tavole, eseguiti dalla mano di Perusini e raffiguranti le alterazioni neuronali evidenziate dalle tecniche di colorazione istologica.
Secondo alcuni autori contemporanei Perusini volutamente annovera nella sua trattazione i due casi senili (maggiori di 60 anni), poiché si rende conto che i reperti neuro-patologici dei casi a esordio precoce non differiscono da quelli senili.
Perusini avrebbe quindi preconizzato la concezione moderna di questa malattia secondo la quale demenza senile e presenile non sono due entità distinte e, al tempo stesso, avrebbe ragionevolmente smentito la posizione di Kraepelin che rigettava questa possibilità pur basandosi sui quattro casi descritti da Perusini, compreso il caso originario di Alzheimer.

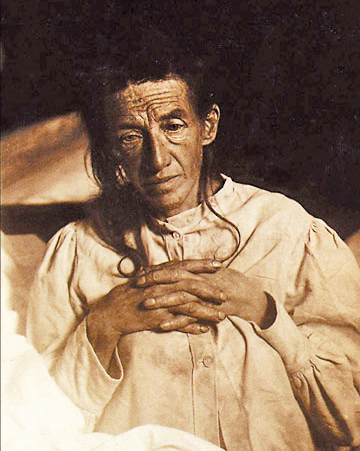
Augusta D., prima paziente affetta dal malattia di Alzheimer-Perusini

### L'intuito scientifico di Perusini: visione ancora attuale della demenza di Alzheimer-Perusini
Ma esplicitamente Perusini nel 1911 afferma: 
(Gaetano Perusini)
 riferendosi alle forme senili descritte in quegli anni da Oskar Fischer e Emil Redlich dell'università di Praga, caratterizzati da "foci miliari" ovvero “placche senili”.
Ma lo stesso Alzheimer, seppure influenzato dal suo maestro (Kraepelin), non può fare a meno di esternare il credito che nutre per le considerazioni del suo collaboratore italiano: 
(Alois Alzheimer)
 e ancora: 
(Alois Alzheimer)
Prendendo così posizione anche contro il suo maestro Kraepelin, il quale tuttavia, nel suo trattato "Psichiatria" del 1910, consegna alla storia della medicina la malattia studiata da entrambi (Alzheimer e Perusini) come “Demenza di Alzheimer.”

Tra i meriti riconosciuti a Perusini vi è l'intuito di aver interpretato, con 80 anni di anticipo, la sostanza costituente le placche, oggi nota come proteina Beta-amiloide, come “un prodotto metabolico patologico” allora “di origine sconosciuta” che si comportava come 
(Gaetano Perusini)
Perusini, inoltre, ha per primo messo in relazione le modificazioni neuro-degenerative della corteccia cerebrale con quelle rinvenute nei vasi cerebrali legate a un accumulo di analoga sostanza, sottolineando la presenza di quella che è oggi nota come angiopatia amiloide.
L'intuito scientifico di Perusini ancora una volta anticipa le moderne considerazioni sui moventi patogenetici della malattia: 
(Gaetano Perusini)
Mentre solo recentemente è noto che la patologia vascolare è ritenuta specifico fattore di rischio per la neuro-degenerazione e, la contemporanea presenza di entrambe sembra agire sinergicamente, accelerando i processi neuro-degenerativi.
Oltre la trattazione dei quattro casi clinici, Perusini pubblica nel 1909 “L'anatomia patologica in psichiatria: suoi fini, suoi mezzi” con cui prende posizione a sostegno della concezione organicistica delle malattie mentali.
Segue nel 1911 “Sul valore nosografico di alcuni reperti istopatologici caratteristici per la senilità” in cui delinea la storia della neuropatologia della demenza e infine riporta le proprie osservazioni sulle placche senili e la degenerazione neuro fibrillare. Nonostante la tecnica argentofila abbia permesso di svelare le alterazioni descritte all'interno (degenerazione neurofibrillare) e all'esterno dei neuroni (placche senili), Perusini auspica di poter a breve definire le correlazioni esistenti tra questi due marker neuropatologici e sollecita la necessità di ricerche più approfondite.

### Il ritorno in Italia e la partecipazione alla prima guerra mondiale

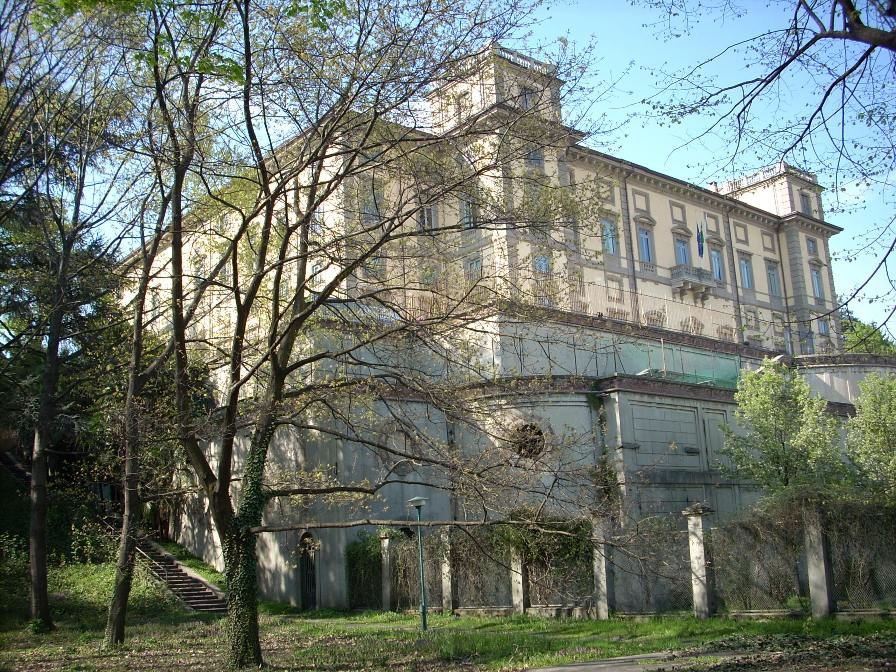
Ospedale psichiatrico Mombello, Limbiate (MI)

Quando torna in Italia nel 1911, grazie ai suoi lavori e alle sue ricerche Perusini ha fama europea, tuttavia, nonostante abbia conseguito la libera docenza in clinica delle malattie nervose e mentali, non riesce ad avere sistemazione professionale se non nel 1913, quando si libera un posto di assistente presso l'ospedale psichiatrico di Mombello, vicino a Milano, che accetta.
Lavora alacremente, ma allo scoppio della prima guerra mondiale, Perusini, secondo lo spirito patriottico che sempre ha animato la sua famiglia, si arruola volontario senza dichiarare i propri titoli: solo più tardi nell'esercito si scopre che è professore di medicina e viene comandato al posto di medicazione a San Floriano del Collio, dove il 28 novembre 1915 viene colpito da schegge di granata mentre soccorre i feriti.

### Morte ed eredità
Gaetano Perusini muore l'8 dicembre 1915 nell'ospedale della Croce Rossa a Cormons in una casa messa a disposizione dalla sua famiglia.
Riceve l'onorificenza di medaglia d'argento al valore militare.
Nonostante la morte prematura a soli 36 anni non gli abbia consentito di proseguire le ricerche, il suo contributo scientifico alla definizione degli aspetti clinici e neuropatologici della demenza neurodegenerativa, la stessa stima e considerazione nutrita dal suo maestro per il suo operato, non possono essere dimenticate ed è opinione diffusa che il suo nome abbia diritto di esser affiancato a quello di Alzheimer nella malattia più correttamente definita di Alzheimer-Perusini.
Il 19 dicembre 1915 muore anche Alois Alzheimer.

## Opere principali
I lavori del Perusini che contribuiranno in maniera determinante alla definizione e alla conoscenza della malattia sono:
- Sugli aspetti clinici ed istologici di una particolare malattia psichica dell'età avanzata (Über klinische und histologische eigenartige psychische Erkrankung das späteren Lebensalters| Nissl-Alzheimer), datato dicembre 1908, ma pubblicato in un volume edito nel 1909 e finito di stampare nel 1910;
- L'anatomia patologica in psichiatria, suoi fini, suoi mezzi (Rivista Sperimentale di Freniatria) del 1909;
- Sul valore nosografico di alcuni reperti istopatologici caratteristici per la senilità (Rivista Italiana Neuropatologia, Psichiatria ed Elettroterapia) in due parti, del 1911.